# I Love You but I Must Drive Off This Cliff Now
Singles
1. Did We Live Too Fast?
Sortie : 3 juillet 2014
2. There's a Revolution
Sortie : 7 juillet 2014

I Love You but I Must Drive Off This Cliff Now est le premier album studio du duo musical Got a Girl, publié par Bulk Recordings et sorti en 2014.

## Historique
En mai 2013, un titre promotionnel officiel, You and Me, est dévoilé. Il est annoncé comme premier single, mais sera finalement absent du tracklisting final.
Toujours en mai 2013, Got a Girl enregistre le titre I'm Down, reprise d'un morceau de Beck. Le résultat est publié sur YouTube. En juillet 2014, la liste finale des titres de l'album est dévoilée, I'm Down n'y figure pas.
Got a Girl devait initialement sortir en janvier 2014 chez EMI. Il est repoussé à juillet 2014.
En juin 2014, Spin révèle le titre de l'album : I Love You but I Must Drive Off this Cliff Now. La sortie est alors annoncée pour le 22 juillet 2014 sur le label Bulk Recordings.

## Singles
Le premier single, Did We Live Too Fast, est publié le 3 juin 2014. Le clip, réalisé par Hope Larson, est dévoilé sur Internet le 16 juin.
Le second single, There's a Revolution, sort le 8 juillet 2014.

## Influences
L'album est très influencé par la pop française des années 1960, notamment Serge Gainsbourg et Jane Birkin.

## Critiques
Sur l'agrégateur américain Metacritic, l'album obtient une moyenne de 66⁄100.
Stéphane Deschamps des Inrockuptibles décrit l'album comme « un disque d’electro-pop moelleuse et cinématographique, avec des rythmes languides et des nappes de violons scintillants, taillé sur mesure pour la voix sexy et veloutée de Mary Elizabeth Winstead ». On peut également lire qu'il contient « parfois de bons moments de rigolade : les paroles du très dansable Da Da Da disent “Cette chanson est pourrie, elle craint, c’est de la merde. Je veux chanter cette putain de chanson…” Da Da Da est l’avant-dernière chanson de l’album, placée entre La La La et Heavenly. C’est aussi pour ce genre de détails qu’on appréciera Got A Girl ».

## Liste des titres
Toutes les paroles sont écrites par Mary Elizabeth Winstead, toute la musique est composée par Dan the Automator.
| 1.    | Did We Live Too Fast                   | 3:50 |
| 2.    | I'll Never Hold You Back               | 4:25 |
| 3.    | Close to You                           | 4:35 |
| 4.    | Everywhere I Go                        | 4:34 |
| 5.    | Last Stop                              | 3:57 |
| 6.    | There's a Revolution                   | 3:31 |
| 7.    | Things Will Never Be the Same          | 3:52 |
| 8.    | Put Your Head Down (feat. Mike Patton) | 3:59 |
| 9.    | Friday Night                           | 3:22 |
| 10.   | La La La                               | 4:22 |
| 11.   | Da Da Da                               | 2:09 |
| 12.   | Heavenly                               | 3:58 |
| 46:22 |                                        |      |

## Samples
- There's a Revolution contient un sample de I Want You to Be My Baby de Billie Davis[20].
- Last Stop contient un sample de Sera Tan Grande El Amor de Los Van Van & Juan Formell.

## Classement
| Classement (2014)               | Meilleure position |
| ------------------------------- | ------------------ |
| États-Unis (Heatseekers Albums) | 27                 |